# Metro w Kopenhadze
Metro w Kopenhadze (duń. Københavns Metro) – system szybkiego transportu w stolicy Danii, składający się z czterech linii oznaczanych od M1 do M4 o łącznej długości 38,2 km i 39 stacjach.

## Historia

### Linie M1 i M2
W 1992 r. duński parlament podjął decyzję o budowie metra w Kopenhadze. Budowa pierwszych dwóch linii rozpoczęła się w listopadzie 1996 r., z przemieszczaniem podziemnych rur i przewodów wokół planowanych stacji. W sierpniu 1997 r. rozpoczęto prace na stacji techniczno-postojowej, a we wrześniu na głównej linii. W październiku i listopadzie zostały dostarczone dwie maszyny drążące (TBM), nazwane „Liva” i „Bette”. Wystartowały ze stacji Islands Brygge w lutym 1998 r.
Linie M1 oraz M2 zostały uruchomione 19 października 2002. M1 kursowała początkowo na trasie z Nørreport do stacji Vestamager, z kolei M2 na odcinkach centralnym i północnym pokrywa się trasą z linią M1 (od Vanløse do Christianshavn), natomiast południowy koniec miała odrębny do stacji Lergravsparken. 29 maja 2003 r. zostały oddane do użytku dwie nowe stacje: Forum oraz Frederiksberg. 12 października 2003 r. tunele dla obu linii zostały przedłużone dalej na zachód w stronę obecnej stacji Vanløse. We wrześniu 2007 r. uruchomiono ostatni odcinek linii M2 w stronę portu lotniczego Kopenhaga-Kastrup. Ta część linii została poprowadzona po powierzchni ziemi oraz częściowo w wykopie, pomimo że początkowo planowano poprowadzić ten odcinek wiaduktem.

Schemat metra w Kopenhadze w latach 2007–2019
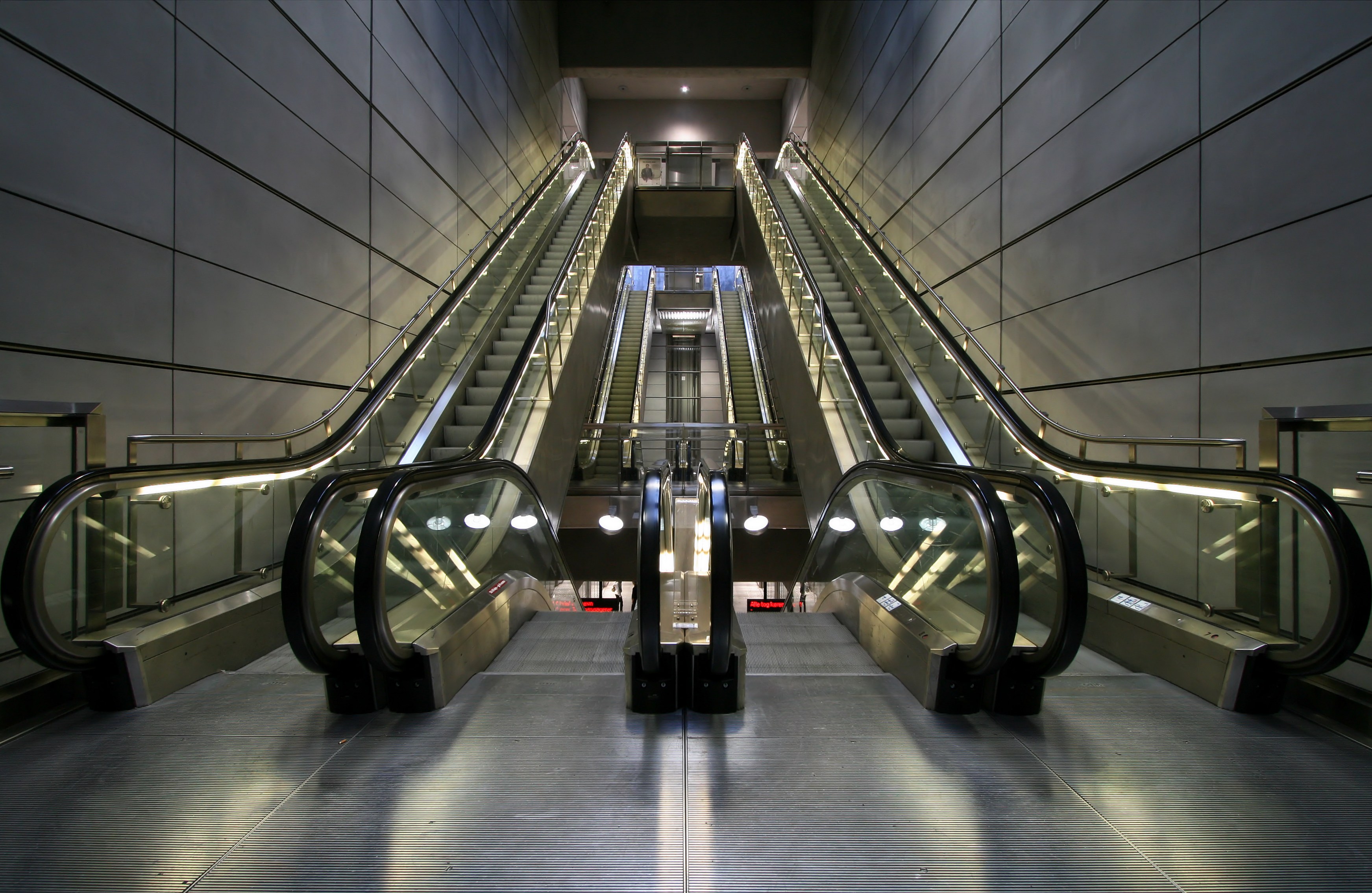
Schody ruchome na stacji Amagerbro
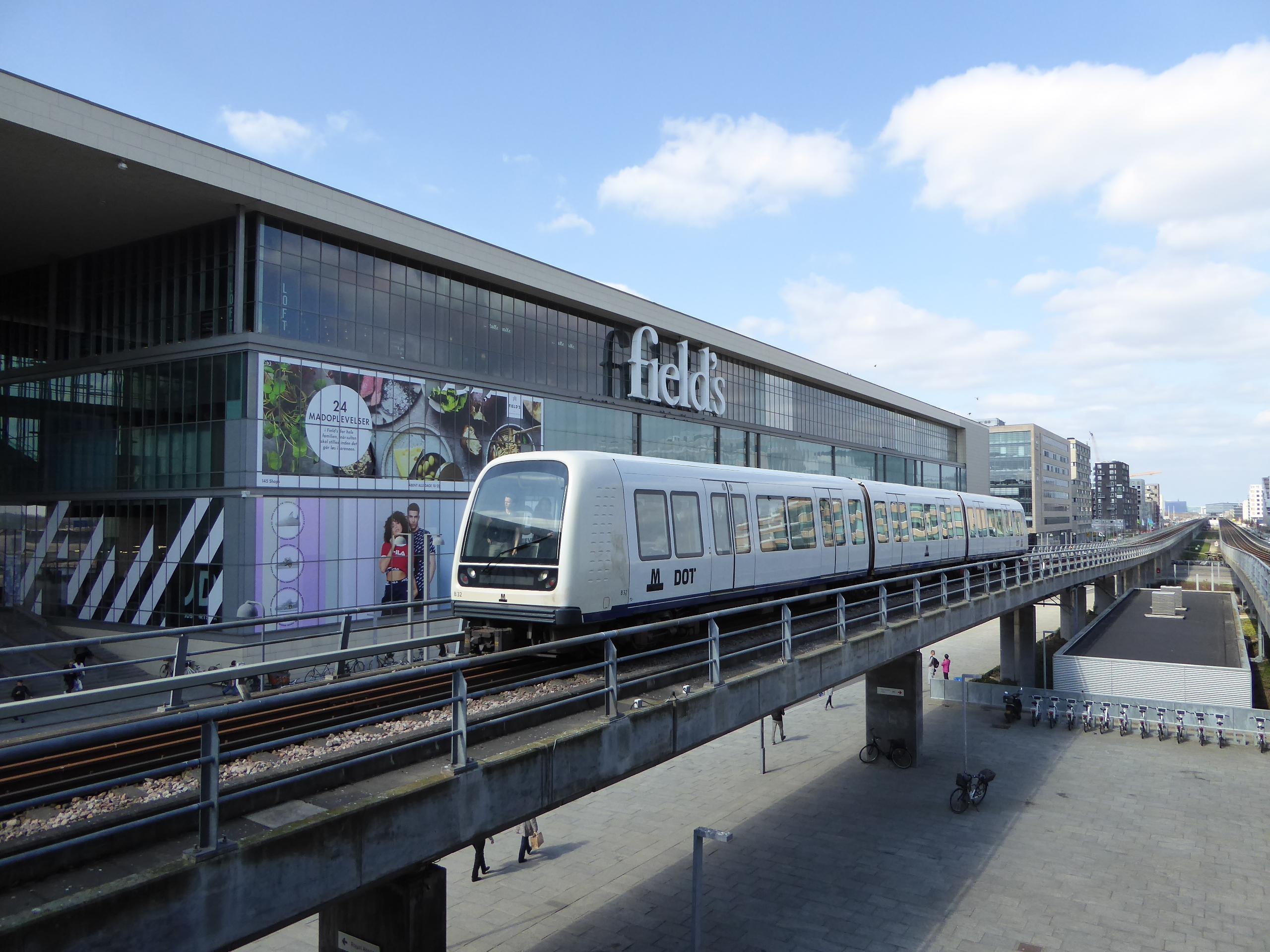
Pociąg linii M1 na stacji Ørestad

### Linie M3 i M4
W 2005 r. rozpoczęto plany budowy kolejnej linii metra okrążającej śródmieście Kopenhagi (nazwanej duń. Cityringen). Zgodę parlamentu na finansowanie inwestycji uzyskano w 2007 r., a w 2013 r. zaczęły się prace budowlane. Tunele drążono przy pomocy czterech maszyn drążących (TBM) nazwanych „Eva”, „Minerva”, „Nora” i „Tria”. Ostateczne otwarcie linii M3 nastąpiło 3 września 2019. Jednocześnie w 2012 r. podjęto decyzję o budowie czwartej linii przebiegającej częściowo w tunelu linii M3, a częściowo od niej odbiegającej. Budowę podzielono na dwa etapy: pierwszy północny został ukończony w 2020 r., co pozwoliło na otwarcie linii M4 na odcinku Orientkaj – København H (od stacji Østerport razem z M3) 28 marca 2020. W budowie pozostaje z kolei liczący 5 stacji odcinek południowy od stacji København H do stacji końcowej Ny Ellebjerg, który gotowy ma być w 2024 r.

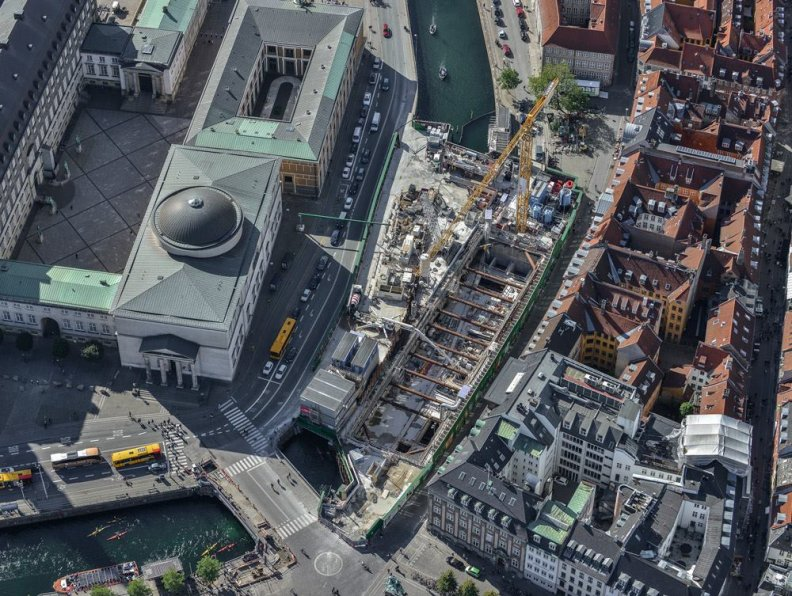
Budowa linii M3 (stacja Gammel Strand)
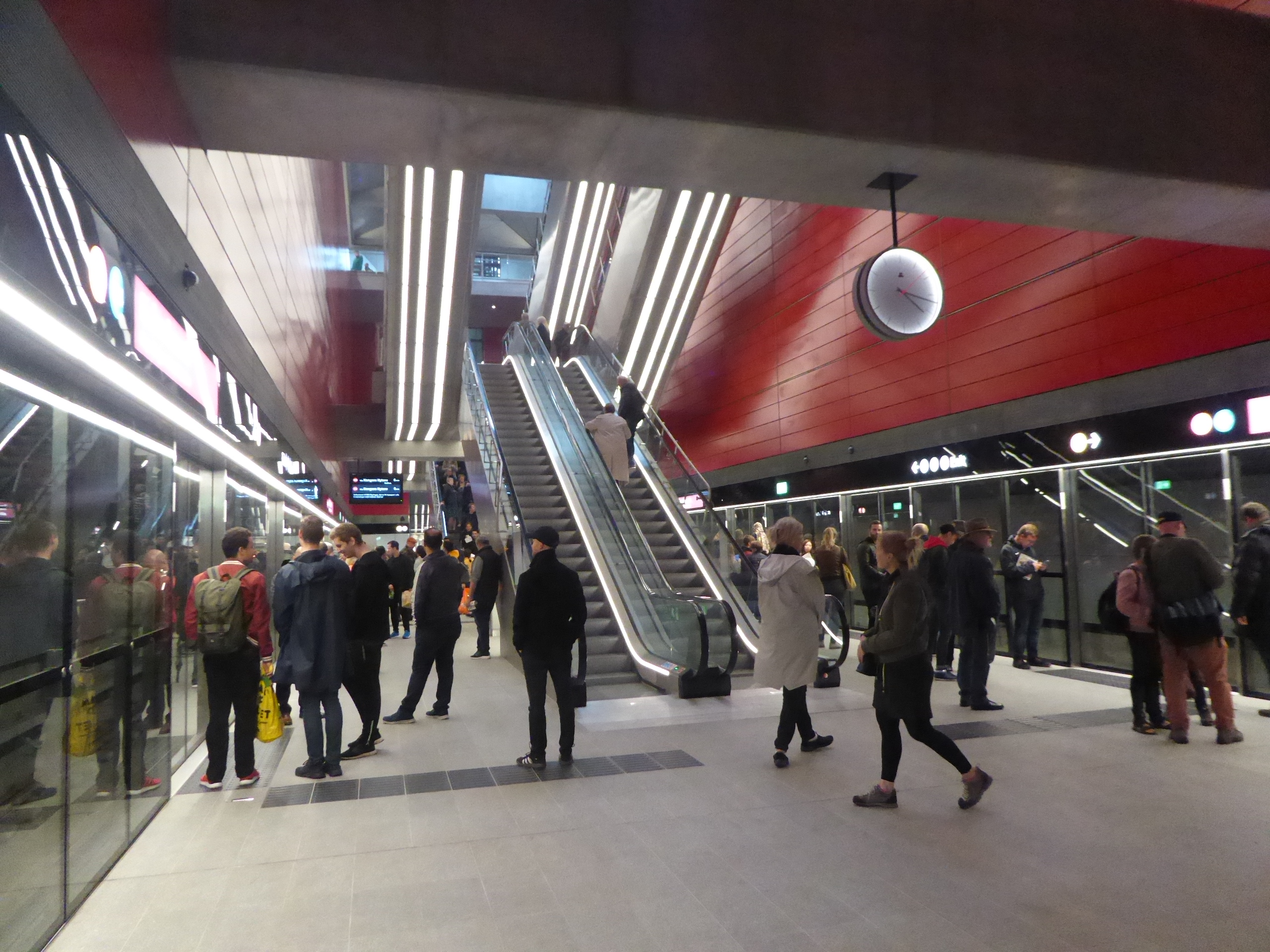
Wnętrze stacji København H

## Przewozy

### Linie
| 1.  | Vanløse        |
| 2.  | Flintholm      |
| 3.  | Lindevang      |
| 4.  | Fasanvej       |
| 5.  | Frederiksberg  |
| 6.  | Forum          |
| 7.  | Nørreport      |
| 8.  | Kongens Nytorv |
| 9.  | Christianshavn |
| 10. | Islands Brygge |
| 11. | DR Byen        |
| 12. | Sundby         |
| 13. | Bella Center   |
| 14. | Ørestad        |
| 15. | Vestamager     |

| 1.  | Vanløse        |
| 2.  | Flintholm      |
| 3.  | Lindevang      |
| 4.  | Fasanvej       |
| 5.  | Frederiksberg  |
| 6.  | Forum          |
| 7.  | Nørreport      |
| 8.  | Kongens Nytorv |
| 9.  | Christianshavn |
| 10. | Amagerbro      |
| 11. | Lergravsparken |
| 12. | Øresund        |
| 13. | Amager Strand  |
| 14. | Femøren        |
| 15. | Kastrup        |
| 16. | Lufthavnen     |

| 1.  | København H            |
| 2.  | Rådhuspladsen          |
| 3.  | Gammel Strand          |
| 4.  | Kongens Nytorv         |
| 5.  | Marmorkirken           |
| 6.  | Østerport              |
| 7.  | Trianglen              |
| 8.  | Poul Henningsens Plads |
| 9.  | Vibenshus Runddel      |
| 10. | Skjolds Plads          |
| 11. | Nørrebro               |
| 12. | Nørrebros Runddel      |
| 13. | Nuuks Plads            |
| 14. | Aksel Møllers Have     |
| 15. | Frederiksberg          |
| 16. | Frederiksberg Allé     |
| 17. | Enghave Plads          |

| 1.  | Ny Ellebjerg (w bud.)   |
| 2.  | Mozarts Plads (w bud.)  |
| 3.  | Sluseholmen (w bud.)    |
| 4.  | Enghave Brygge (w bud.) |
| 5.  | Havneholmen (w bud.)    |
| 6.  | København H             |
| 7.  | Rådhuspladsen           |
| 8.  | Gammel Strand           |
| 9.  | Kongens Nytorv          |
| 10. | Marmorkirken            |
| 11. | Østerport               |
| 12. | Nordhavn                |
| 13. | Orientkaj               |

Źródło:

### Rozkład jazdy

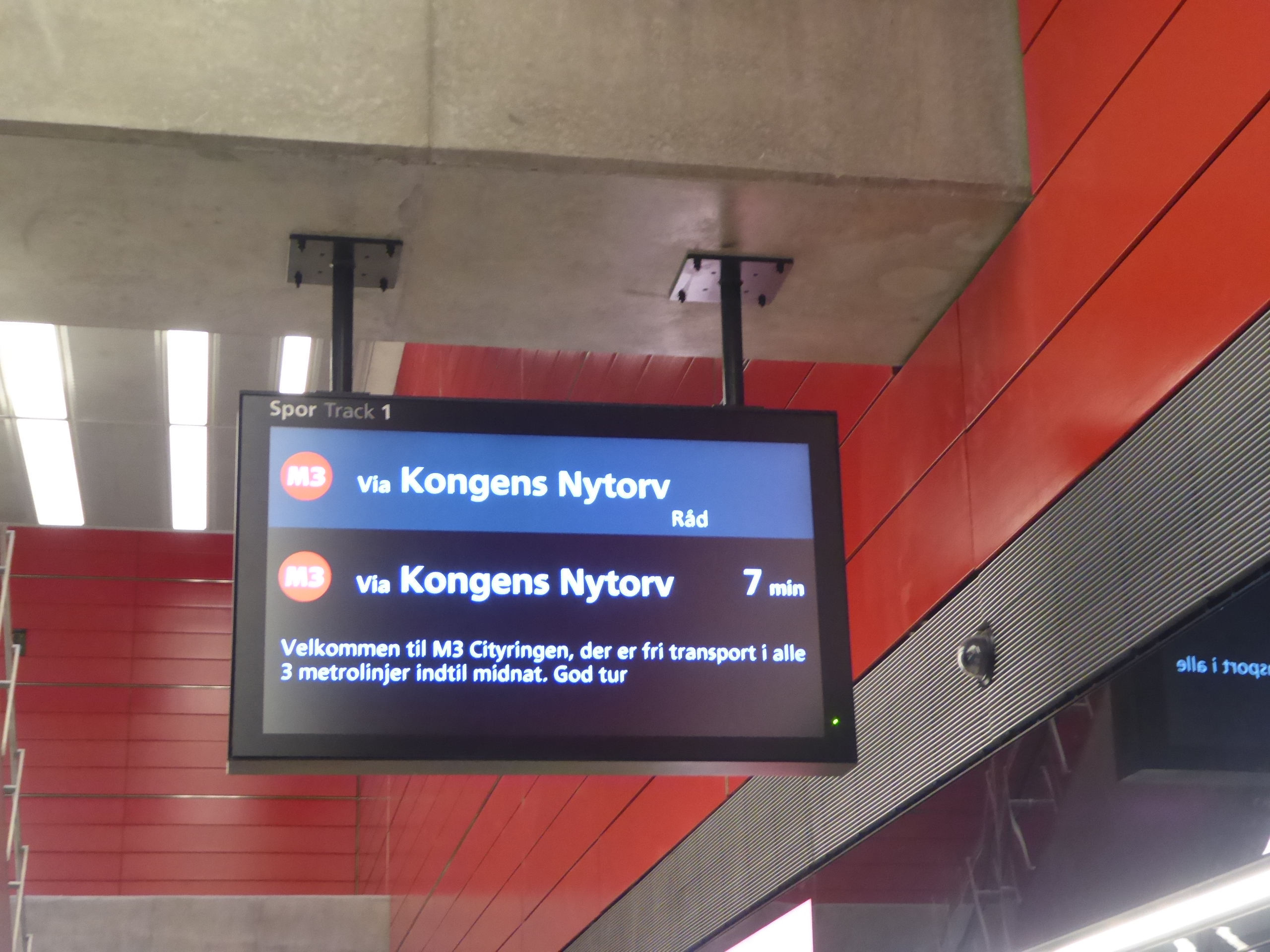
Tablica na peronie informująca o czasie oczekiwania na pociąg

Wszystkie linie kopenhaskiego metra kursują przez całą dobę przez wszystkie dni w tygodniu. Na liniach M1 oraz M2 w godzinach szczytu pociągi kursują w takcie 4-minutowym, poza szczytem komunikacyjnym i w weekendy w takcie 6-minutowym, a w nocy co 15 lub co 20 min, co na wspólnym odcinku M1 i M2 daje częstotliwość odpowiednio 2, 3 i 7–8 lub 20 min. Na linii Cityringen utrzymywany jest takt 3-minutowy w szczycie oraz 4–5 min poza godzinami szczytu i w weekendy. Nocą linia M3 kursuje co 6 min (ale tylko w jednym kierunku) lub co 12 min w obu kierunkach. W razie planowanych remontów lub prac konserwacyjnych, odpowiedni odcinek sieci metra jest wyłączany, a w zamian wprowadzona jest zastępcza komunikacja autobusowa.

### Bilety
W kopenhaskim metrze obowiązują zintegrowane bilety na transport miejski, które wykorzystywane są w autobusach miejskich, metrze, kolei aglomeracyjnej (S-tog) i regionalnej, a także tramwajach wodnych (Københavns Havnebusser). Sieć metra położona jest na terenie 4 stref biletowych. Centralny odcinek linii M1, M2 i M4, a także większość trasy M3 znajdują się w strefie 1., zachodni fragment linii M1 i M2 oraz zachodni fragment linii M3 w strefie 2., południowo-wschodni kraniec linii M1 w strefie 3., a kraniec linii M2 do portu lotniczego Kastrup w strefach 3. i 4.

### Tabor

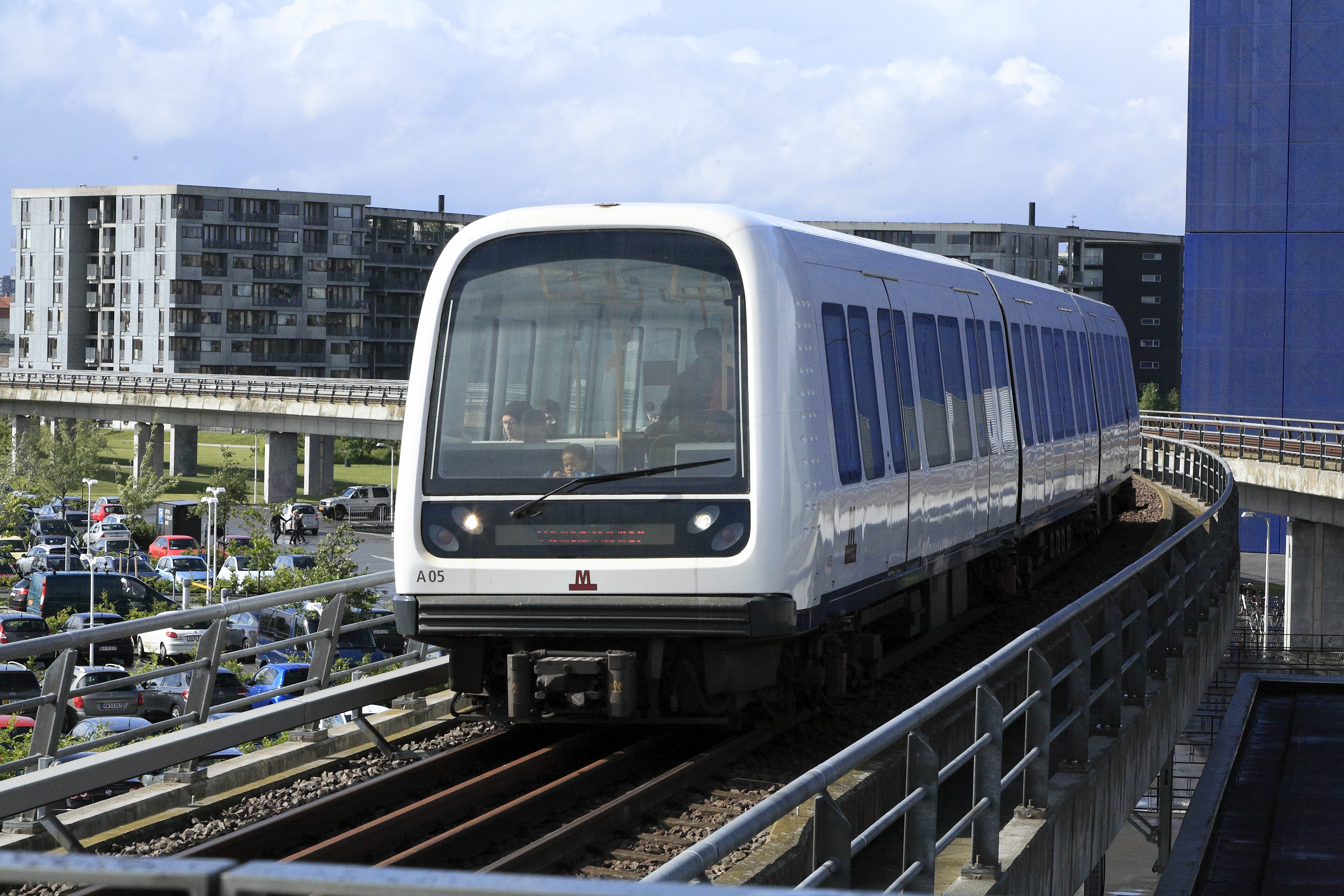
Autonomiczny pociąg metra

Na obu liniach kursują 3-wagonowe składy włoskiej firmy AnsaldoBreda projektu Giorgio Giugiaro. Każdy skład jest w stanie pomieścić ponad 300 pasażerów. Torowisko jest oddzielone od peronu szklaną ścianą, w której znajdują się drzwi otwierające się synchronicznie z drzwiami w pociągu.
Cały system metra oraz bezzałogowe pociągi są kontrolowane i prowadzone przez w pełni zautomatyzowany system komputerowy, który znajduje się w Centrum Kontroli i Konserwacji przy stacji Vestamager. Automatyczna kontrola pociągu (ATC), składa się z trzech podsystemów: ATP – odpowiedzialnego za automatyczną ochronę pociągu (np. sprawdzenie czy na torze jest inny), automatyczne prowadzenie pociągu (ATO) i automatycznego nadzoru kolejowego (ATS). ATP jest odpowiedzialny dodatkowo za prędkość pociągów, oraz sprawdzenie, czy drzwi są zamknięte przed wyjazdem i zwrotnice są ustawione poprawnie.